# Gournay-Loizé
Gournay-Loizé korábbi község Franciaország Új-Aquitania régiójában, Deux-Sèvres megyében. 
Lakosainak száma 883 fő (2016. január 1.). Gournay-Loizé Les Alleuds, Chef-Boutonne, Maisonnay, Melleran, Saint-Vincent-la-Châtre, Sompt, Chef-Boutonne és Tillou községekkel határos.
2017. január 1-jén Les Alleuds korábbi községgel egyesült és az így létrejött Alloinay új község része lett.

## Népesség
A település népességének változása:

| 2013 | 605 |
| 2016 | 883 |